# Monzenbach (Adelsgeschlecht)
Die Herren von Monzenbach waren ein im 13. und 14. Jahrhundert im Raum Herborn und Driedorf ansässiges und begütertes Geschlecht Niederadliger.  Sie sind 1257 erstmals beurkundet, aber schon 1351 letztmals bezeugt.  
Das Geschlecht war benannt nach seinem Hofgut und Stammsitz in der 1498 letztmals als bewohnt bezeugten Siedlung Monzenbach am Oberlauf des gleichnamigen Baches, etwa halbwegs (Luftlinie) zwischen Seelbach und Oberscheld im Lahn-Dill-Kreis.  Die Monzenbacher waren enge Nachbarn und wohl auch Verwandte und Ganerben der Herren von Dernbach.  Ihr Verschwinden aus der Geschichte des Herborner Raums mag mit dem Ausgang der Dernbacher Fehde zusammenhängen; ob sie ausstarben oder lediglich abwanderten, ist nicht bekannt.  Ihr Gut und die Siedlung Monzenbach fielen jedenfalls wüst und wurden in die Gemarkung Seelbach einbezogen.  Die Reste ihres Grundbesitzes wurden, wie auch die der Dernbacher, im 17. Jahrhundert von Seelbacher Bauern aufgekauft.

## Sage
Es existiert die Sage vom Monzenbacher Schloss, die sich vermutlich auf die Herren von Monzenbach bezieht.